# Église Saint-Thomas de Saint-Thomas-de-Conac
L'église Saint-Thomas est une église située à Saint-Thomas-de-Conac, dans le département français de la Charente-Maritime en région Nouvelle-Aquitaine.

## Historique
Cet imposant sanctuaire s'élève au centre d'une vaste place autrefois occupée par le cimetière paroissial. Considérablement remanié au cours des siècles, il conserve néanmoins une abside témoignant dans sa partie inférieure d'un style roman archaïque qui n'est pas sans rappeler l'architecture carolingienne.
Le 3 juin 1738, la cloche de l'église est bénie et baptisée « Anne Thérèse » par Desbrandes curé de Conac, le parrain et la marraine sont le sieur Michel Faure et demoiselle Anne Thérèse Chasteauneuf. Le curé fait mention du fait que la cloche daterait de l'an 800 ou environ. Étaient présents Laverny, curé du Petit-Niort, Chevalier, curé de Saint-Dizant-du-Gua, Garas, prêtre de Sainte-Ramée, Mesnard, curé de Saint-Georges-des-Agouts, Grellaud, curé de Saint-Bonnet-sur-Gironde, Desbrandes, curé de Conac, Chatelars, Guinot, Anne Thérèse Chasteauneuf, Michel Faure, Pomié, Marie Gervereau, Rose Faure, Chavalier, Gervereau, Desbrandes et Faure. Le Sieur Michel Faure est le fils du fermier des revenus du comté de Cosnac André Faure, rentré de Rivière-Pilote en Martinique, Michel est né le 9 décembre 1722 à Rivière-Pilote, sa mère était la demoiselle Marie Catherine Lars.

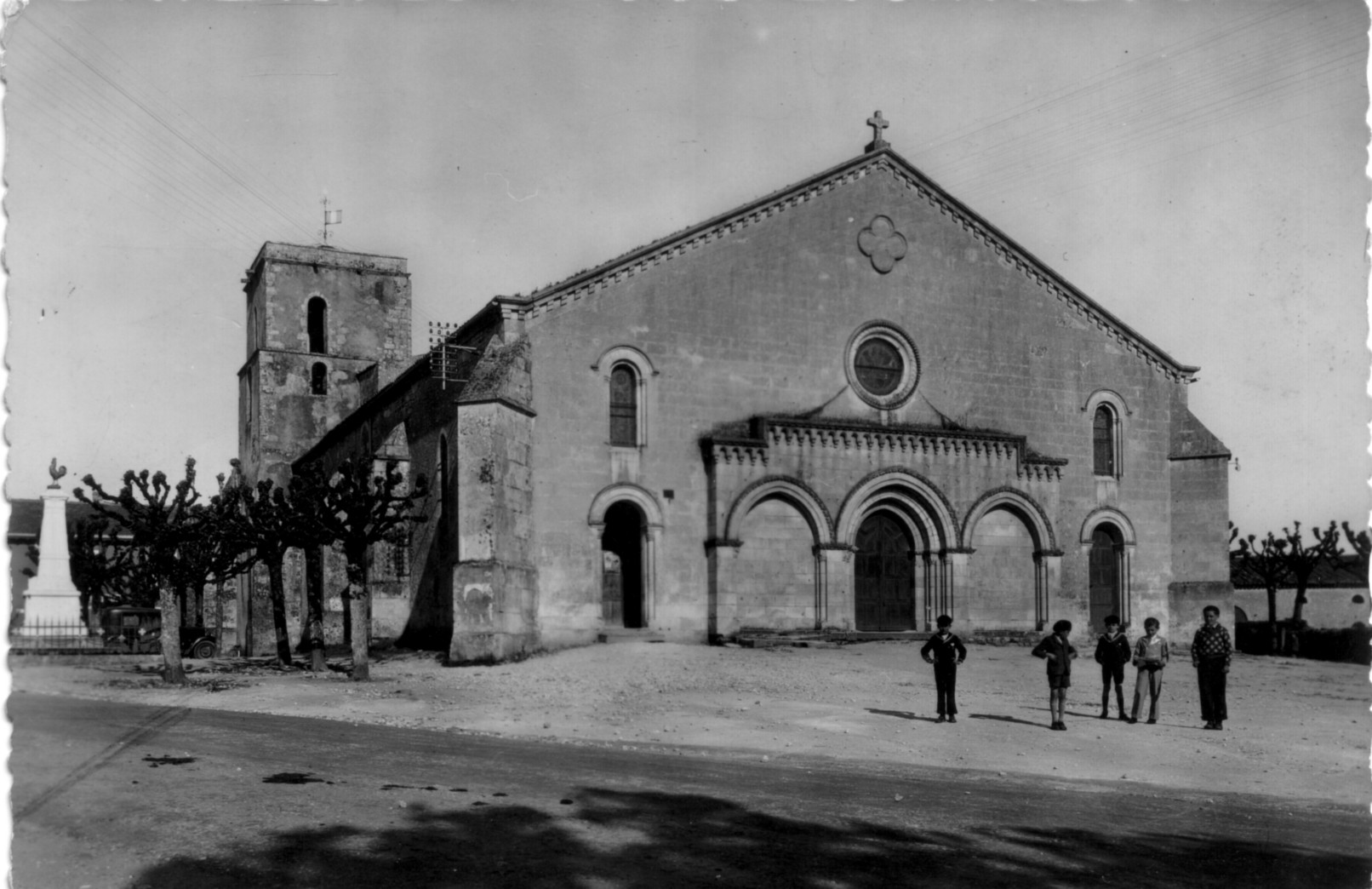
Église en 1920

Il faut attendre 1062 pour que l'on trouve la première mention de l'église dans un cartulaire : celui-ci indique la cession du sanctuaire par le seigneur de Cônac à l'abbaye de Savigny (diocèse de Lyon). Un prieuré abritant trois religieux est construit à proximité dans les années suivantes : à ceux-ci incombe désormais la tâche de célébrer les offices dans une église qui est reconstruite une première fois dans les premières années du XIIe siècle. Il est vraisemblable que l'église souffre de déprédations durant la guerre de Cent Ans : l'on note ainsi une importante campagne de reconstruction entre 1515 et 1517 au cours de laquelle est édifié le collatéral nord, tandis que le clocher roman est fortifié. Il faut cependant attendre le XIXe siècle pour que l'édifice prenne son aspect actuel : ainsi, c'est en 1862 que l'on adjoint au sanctuaire le collatéral sud et que l'on édifie la façade néo-romane actuelle.
La parfaite symétrie de la façade lui confère une certaine austérité que souligne encore le portail principal à trois voussures amorties en tores, flanqué de part et d'autre de deux arcs aveugles, l'ensemble étant doublé d'un cordon sculpté. Deux portes latérales surmontées de baies en plein cintre donnent accès aux bas-côtés. Un oculus assure l'éclairage de la nef.
La partie la plus ancienne du sanctuaire est l'abside, dont on peut noter la diversité de l'appareillage. La partie inférieure semble dater du début du XIe siècle, tandis que la partie supérieure lui est postérieure de près d'un siècle. Des arcatures soutenues par des colonnettes aux chapiteaux ornés de motifs végétaux (palmettes, pommes de pin) ou animaliers (aigles, pélicans) composent l'essentiel de l'ornementation.
À l'intérieur, des traces d'inscriptions gravées sur deux tailloirs pourraient indiquer la date de consécration de l'église.
L'église est inscrite au titre des monuments historiques par arrêté du 30 juillet 2002.

## Galerie

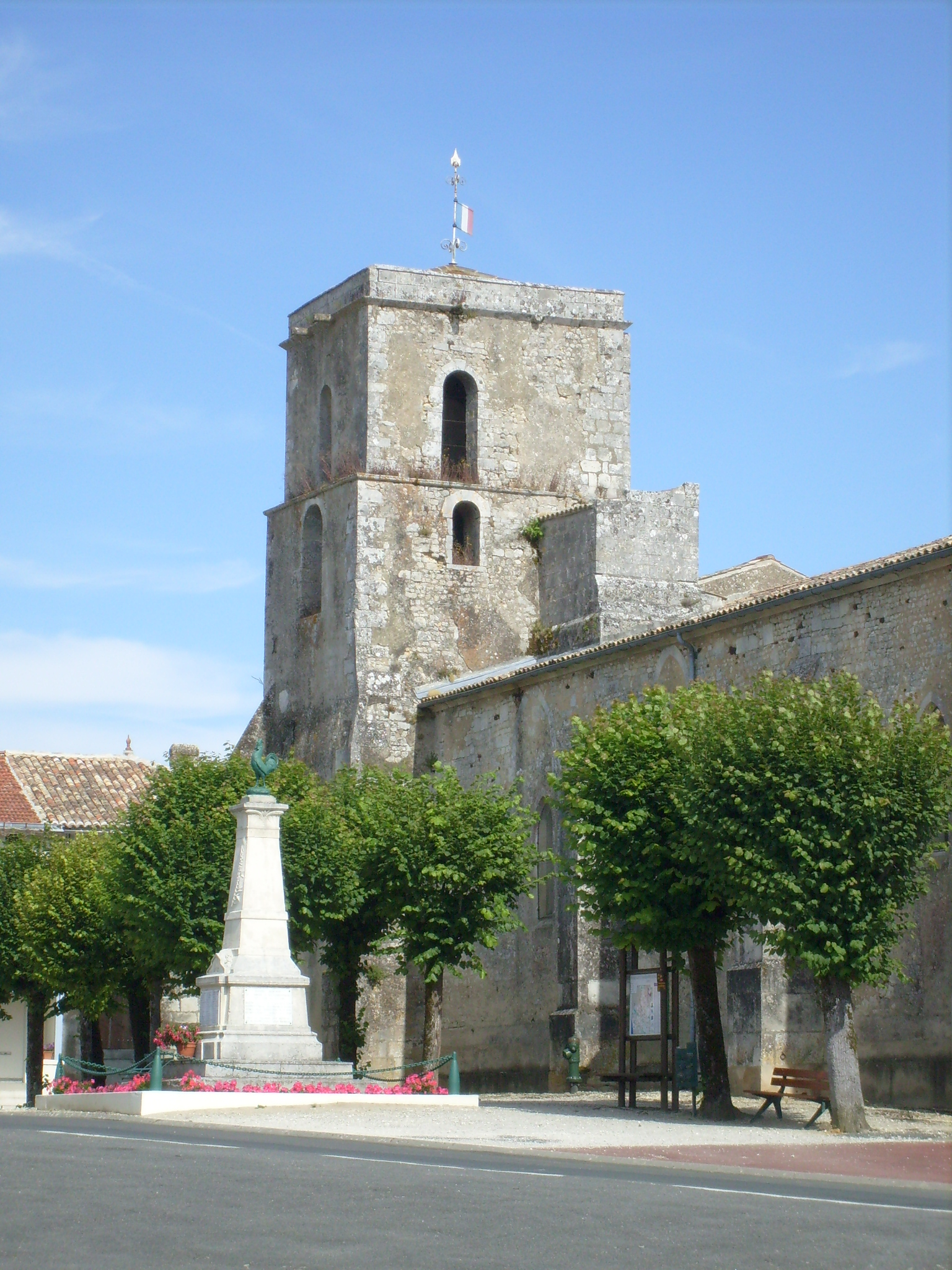
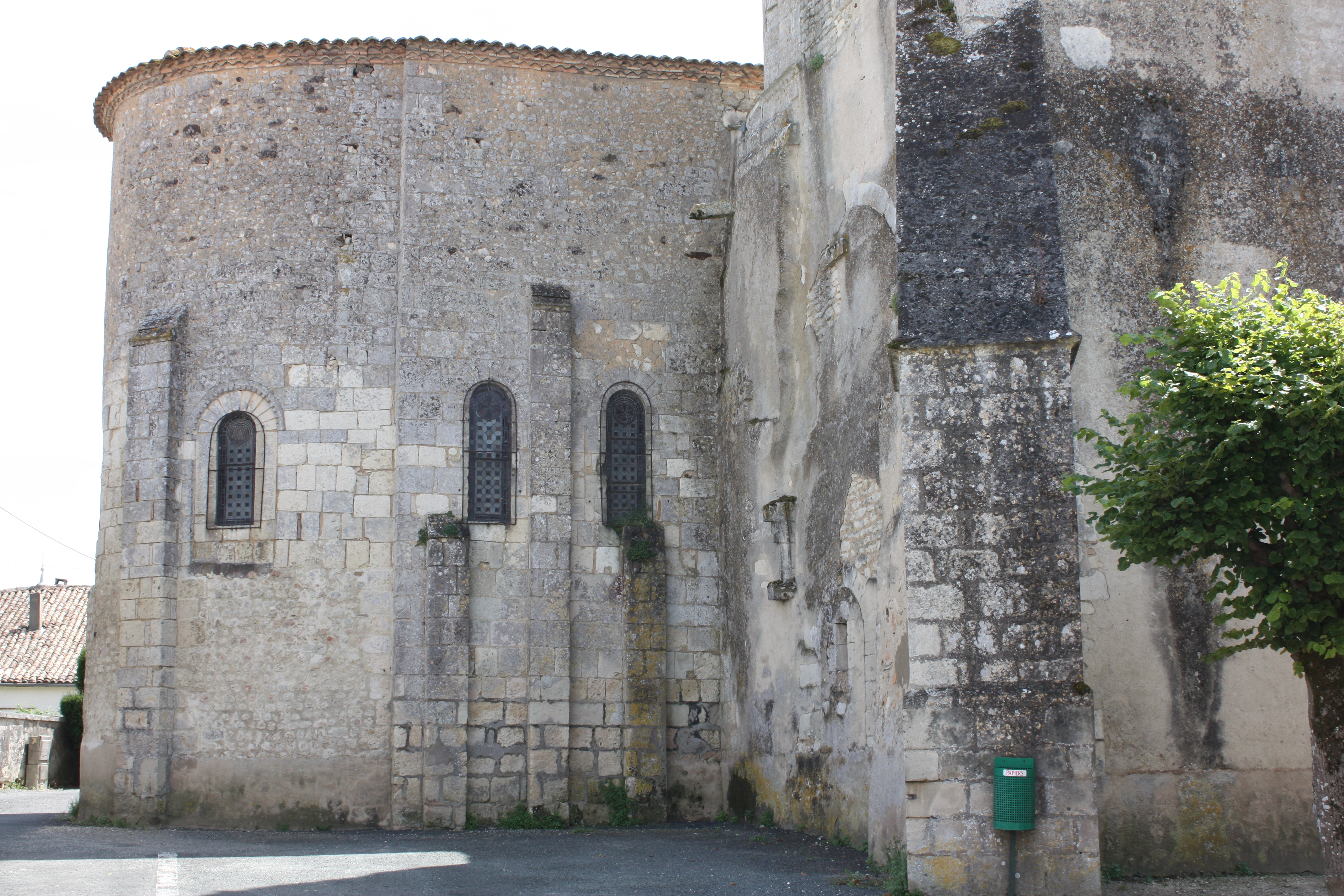
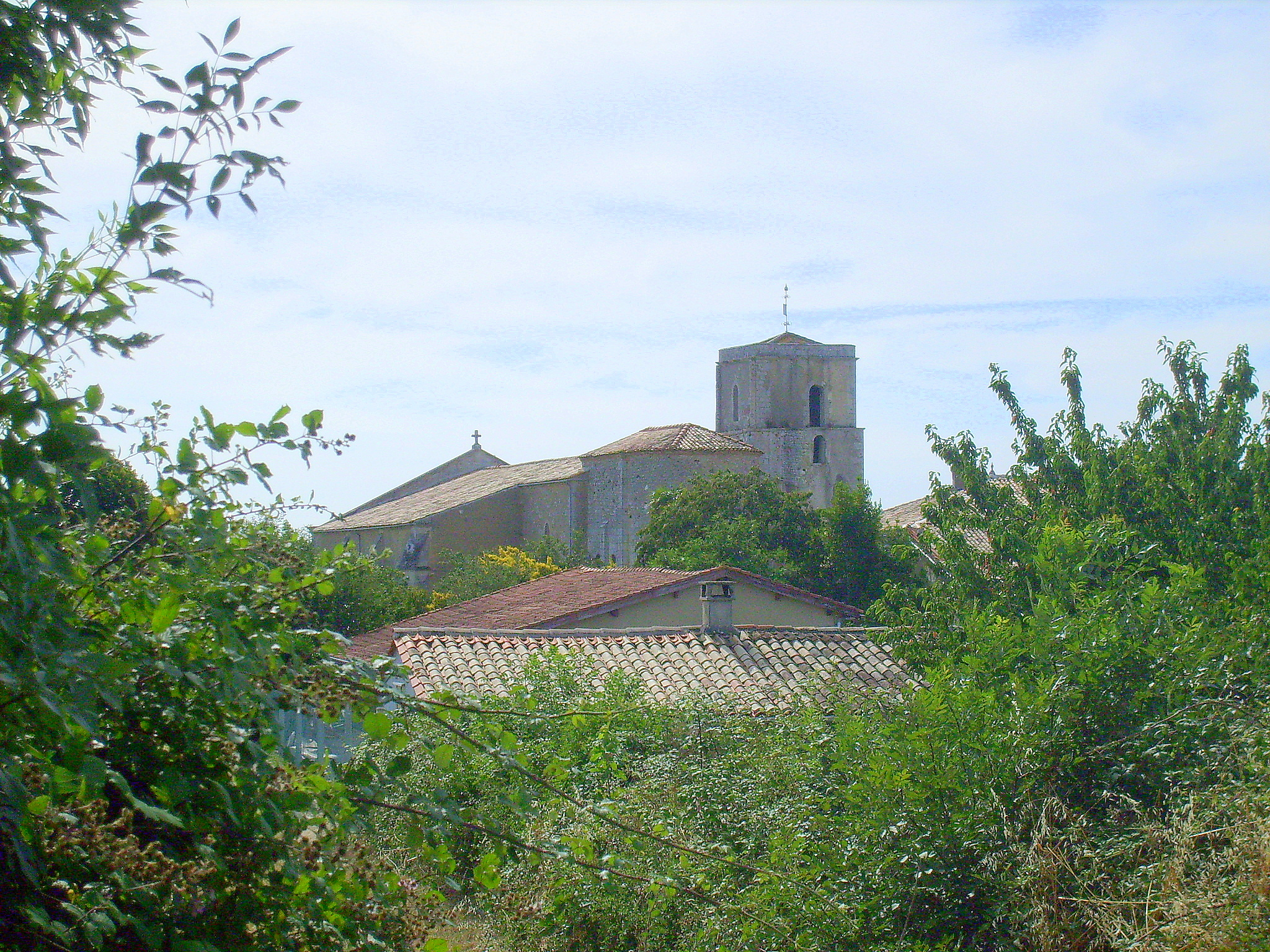
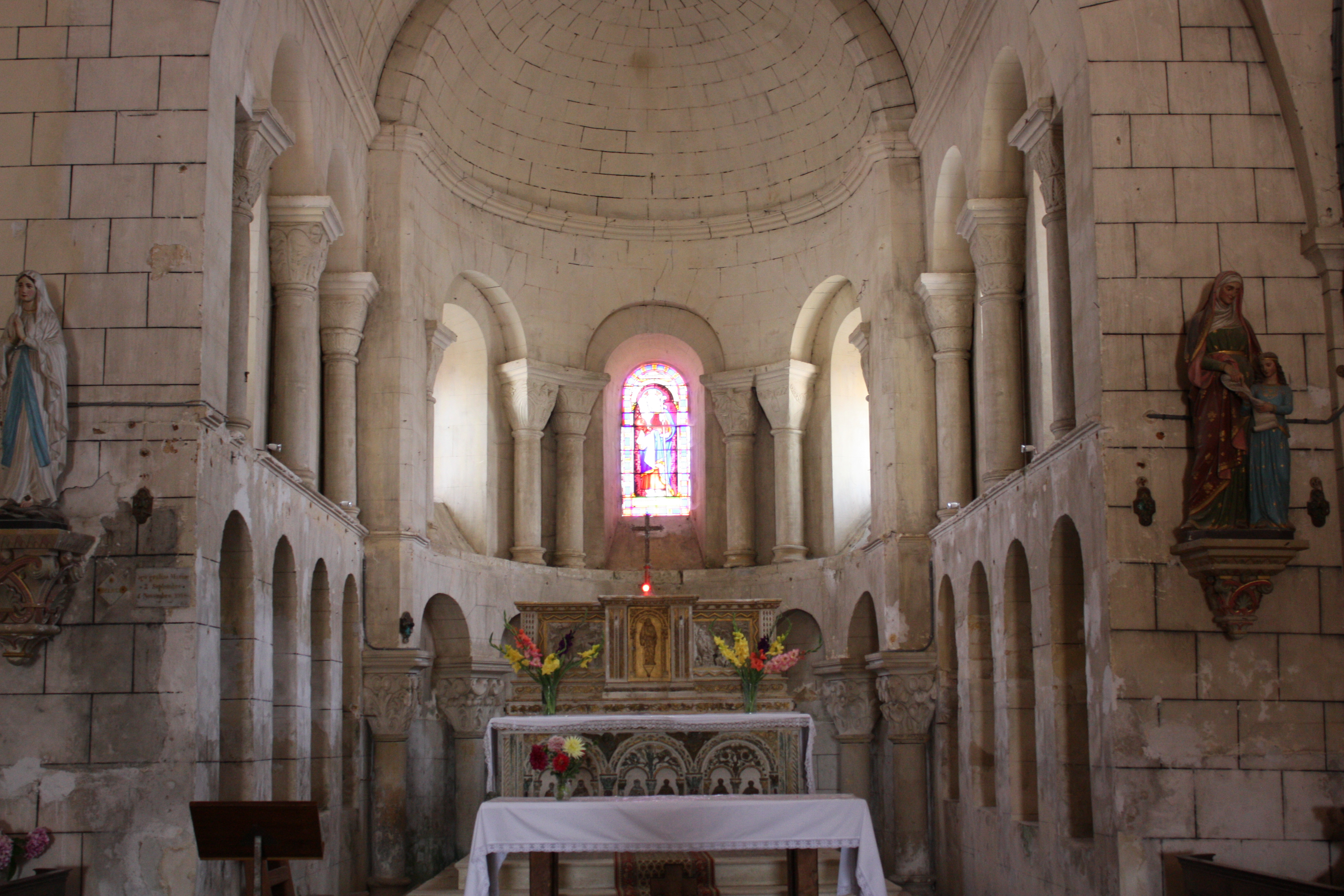